# Phaulomys smithii
Phaulomys smithii är en däggdjursart som först beskrevs av Thomas 1905.  Phaulomys smithii ingår i släktet Phaulomys eller i släktet skogssorkar inom familjen hamsterartade gnagare. Inga underarter finns listade i Catalogue of Life.
Artepitetet i det vetenskapliga namnet hedrar den engelska jägaren Richard Gordon Smith.
Denna gnagare förekommer med flera från varandra skilda populationer i Japan men den saknas på Hokkaido. Den vistas i kulliga områden minst 400 meter över havet och i höga bergstrakter. Arten föredrar bergsskogar men den hittas även i andra habitat som finns i bergstrakter.
Arten når en kroppslängd (huvud och bål) av 7,0 till 11,7 cm, en svanslängd av 3,0 till 5,0 cm och en vikt av 20 till 35 g. Ovansidan är täckt av rödbrun till gulbrun päls och undersidans päls är mest gulaktig och ljusare jämförd med ovansidan. Antalet spenar hos honor kan vara fyra, fem eller sex. Gnagarens molarer saknar rötter.
Födan utgörs främst av bär, frön och frukter. Ibland äter Phaulomys smithii blad. Allmänt sträcker sig fortplantningstiden från mars till november. Populationer i norra regioner samt i bergstrakter har en kortare fortplantningstid. Efter cirka 19 dagar dräktighet föds 2 till 4 ungar. Den yngsta honan i fångenskap som blev dräktig var 120 dagar gammal. Några exemplar levde i fångenskap tre år eller lite längre. Ett revir är vanligen 23 till 26 meter långt samt brett.